# قاسم أباد جليل (سبيدار)
قاسم أباد جلیل (بالفارسية: قاسم‌آباد جلیل) هي قرية تقع في إيران في قسم سبیدار الريفي. يقدر عدد سكانها بـ 317 نسمة .